# Байдыев, Санджи-Ара Лиджиевич
Санджи́-Ара́ (Санжара) Лиджи́евич Байды́ев (1911 г., село Джакуевка, Приволжский район, Калмыцкая АО, РСФСР — 1993 г., Элиста, Калмыкия, Россия) — калмыцкий поэт, писатель, переводчик, член Союза писателей России.

## Биография
Санджи-Ара Байдыев родился в 1925 году в бедной крестьянской семье. С 16 лет работал в местном колхозе. В 1943 году во время депортации калмыков был сослан в Сибирь. После возвращения в 1957 году на родину Санджи-Ара Байдыев работал в различных калмыцких периодических изданиях.
В 1958 году был принят в Союз журналистов СССР.
Обучался на заочном отделении литературного института М. Горького, который закончил в 1968 году.

## Творчество
Первое стихотворение Санджи-Ара Байдыев опубликовал в 1957 году в газете «Хальмг үнн». Находился в дружеских отношениях с другим калмыцким поэтом Хасыром Сян-Белгином, который помогал ему в его литературной деятельности.
Санджи-Ара Байдыев переводил на калмыцкий язык произведения басен Ивана Крылова, В. Маяковского, Е. Евтушенко.
В 1960 году в Элисте вышел первый сборник стихотворений «По велению сердца».

## Сочинения

### На калмыцком языке
- По велению сердца, стихи, Элиста, 1960 г.
- Первые ласточки, рассказы, Элиста, 1962 г.
- Посвящение, стихи и поэма, Элиста, 1963 г.

### На русском языке
- Мгновения, стихи и поэмы, Элиста, 1965 г.

## Источник
- Джимгиров М. Э. Писатели советской Калмыкии. — Элиста: Калмыцкое книжное издание, 1966. — стр. 52—55